# No Quarter
No Quarter (смыс. пер. — «Пленных не брать») песня группы Led Zeppelin, записанная в 1972 году и присутствующая в альбоме «Houses of the Holy». Композиция стала центральной частью на многих концертах группы. В 1994 году появилась в альбоме «Page and Plant» в качестве заглавной песни.

## История
Музыканты много экспериментировали с записью музыкальных партий в студии, чтобы добиться более глубокого и резкого звучания в песне. Звук всех партий инструментов в окончательном варианте был сжат.
Название для песни было заимствовано из военной практики немилосердия к побеждённому противнику. Во время записи вокала в речевом канале использовались эффекты фильтрации хора и выравнивания.

## Участники записи
- Роберт Плант — вокал
- Джимми Пэйдж — гитара, терменвокс
- Джон Пол Джонс — синтетический бас, акустическое и электрическое пианино
- Джон Бонэм — барабаны